# سنترال ولی (نیویورک)
سنترال ولی (به انگلیسی: Central Valley) یک منطقهٔ مسکونی در ایالات متحده آمریکا است که در شهرستان اورنج، نیویورک واقع شده‌است. سنترال ولی ۶٫۹ کیلومتر مربع مساحت و ۱٬۸۵۷ نفر جمعیت دارد و ۱۵۹ متر بالاتر از سطح دریا واقع شده‌است.